# Conus oboesus
Espèce
Conus oboesus est une espèce fossile de mollusques gastéropodes marins de la famille des Conidae.

## Taxonomie

### Publication originale
L'espèce Conus oboesus a été décrite pour la première fois en 1847 par le malacologiste italien Giovanni Michelotti.